# 魔法人形
『魔法人形』（まほうにんぎょう）は、1957年に月刊娯楽雑誌「少女クラブ」（大日本雄辨會講談社）にて連載された江戸川乱歩作の児童向け推理小説シリーズの1作である。ポプラ社の「江戸川乱歩・少年探偵団」シリーズでは『悪魔人形』と改題されている。

## 概要
少女誌初の少年探偵団シリーズ。少女誌連載は本作と『塔上の奇術師』のみ。少女読者を意識し小林少年が女装する場面や少女探偵の花崎マユミが登場する。チンピラ別働隊のポケット小僧が初登場した。
『地獄の道化師』のストーリーを流用しているため、二十面相が不要の放火殺人をする不自然な展開となっている。

## あらすじ
小学生のルミは公園で不思議な腹話術師に誘拐された。その後ルミの家にはルミに生き写しの人形が届き、身代金を求める電話がかかってきた。小林少年は人形を送りつけた赤堀鉄州なる人形師の家に潜入捜査を開始した。

## 二十面相の狙ったもの
- 身代金一千万円
- ヨーロッパのある国の女王の持ち物であった「ほのおの宝冠」

## 主要人物
- 小林芳雄 - 明智の助手で「小林少年」や「小林君」と呼ばれる。「少年探偵団」の団長。
- 怪人二十面相 - 神出鬼没の怪盗。変装が得意なため「二十面相」と呼ばれ、自称もしている。
- 明智小五郎 - 名探偵。二十面相の好敵手。
- 花崎マユミ - 明智の姪。前作『妖人ゴング』から明智の助手になる。小林少年の不在時は少年探偵団の指揮官となる。
- 赤堀鉄州 - 変わり者の人形師

## 舞台となった場所
- 東京都（赤坂見附・杉並・渋谷）

## その他
- 連載時は乱歩が遅筆だったためイラストレーターの石原豪人はもらったメモから展開を想像してイラストを仕上げていた。乱歩はそのイラストを見て話のつじつま合わせをしていた。[1]

## 書誌情報
- 光文社：少年探偵団全集18『魔法人形』　1957年
- ポプラ社：少年探偵23『悪魔人形』1970年
- 講談社：江戸川乱歩推理文庫38『魔法人形／サーカスの怪人』　1988年
- ポプラ社：少年探偵17『魔法人形』1999 年
- 光文社：江戸川乱歩全集 第20巻『堀越捜査一課長殿』　2004年
- ポプラ社：文庫（新装版）第17巻『魔法人形』　2005年
- ポプラ社：文庫クラシック 第17巻『悪魔人形』　2009年
- 貸本漫画 あかしや書房 ちばてつや作画『魔法人形』1958年

## 映画
2021年、本作を原案とした映画『聖なる蝶 赤い部屋』が公開された。